# Moran Mazor
Moran Mazor, née le 17 mai 1991 à Jérusalem, est une chanteuse israélienne.

## Biographie
Elle a représenté son pays au Concours Eurovision de la chanson 2013, avec la chanson Rak bishvilo à Malmö.